# Campeonato Pernambucano de Futebol Feminino
O Campeonato Pernambucano de Futebol Feminino, também conhecido como Campeonato Pernambucano Feminino e Pernambucano Feminino, é a liga pernambucana de futebol profissional feminino entre clubes pernambucanos da categoria, sendo a principal competição futebolística feminina no estado. É por meio dela que é indicado o representante pernambucano para a Série A3 do Brasileirão Feminino e o clube que se classificar para a Série A3, também garante vaga para Copa do Brasil de Futebol Feminino, no ano seguinte.
Ao contrário do que ocorrera em outros estados de maior tradição no Brasil, ainda há muitos desafios para que o futebol feminino de Pernambuco possa se consolidar como uma forte competição de âmbito estadual.  Além da grande dificuldade de se estabelecer um futebol mais profissional e desenvolvido a nível nacional, também há á falta de interesses políticos e financeiros, como a briga de interesses dos próprios clubes em relação aos maiores centros futebolísticos do Brasil. A também desvalorização e a falta de interesses políticos no estado, contribuem com as dificuldades econômicas e financeiras, de todos os clubes filiados atualmente na FPF-PE, principalmente os clubes do interior pernambucano, que enfrentam os mesmos problemas na categoria masculina, tendo apenas os grandes da capital Recife, com mais estruturas e condições de manter elencos femininos e poderem participar sem muitas dificuldades de competições de futebol feminino. O futebol feminino de Pernambuco, assim como no resto do pais, e em outros países da América do Sul e no restante do mundo, enfrentam adversidades e dificuldades em consolidar a modalidade esportiva como um todo, como também a profissionalização e o desenvolvimento de suas atletas. Tentando estabelecer o futebol no estado, a Federação Pernambucana de Futebol organizou seu primeiro campeonato feminino de futebol, em 1999. A edição pioneira tinha como objetivo principal, a promoção da modalidade no estado de Pernambuco. A competição teve o Sport Club do Recife como se primeiro clube campeão do certame, tendo o Santa Cruz Futebol Clube como primeiro vice-campeão. O Sport foi campeão com gol antológico da atacante leonina Josenir Martins da Silva, conhecida como Jô.
Uma das características históricas do Campeonato Pernambucano Feminino foi a falta de uma padronização no sistema de disputa, que mudava a cada ano, assim como as regras e o número de participantes. Por conta disso, em diversas temporadas não havia sistema de acesso e descenso para a Copa do Brasil. Desde sua edição pioneira em 1999, três clubes já foram campeões pernambucano, três por mais de uma vez e duas cidades diferentes, sendo que apenas a capital estado, Recife, teve mais clubes campeões da competição, dois no total (Náutico e Sport), características estas que demonstram o nível de competitividade do campeonato.
Atualmente o Sport Club do Recife, é o atual campeão estadual e de acordo com a FPF-PE, o leão da ilha é o maior campeão com 10 títulos, o tricolor das tabocas (Vitória das Tabocas), somou 8 conquistas. O Náutico segue com 4 conquistas.

## História

### Antecedentes (1999–2000)
A maneira como o futebol feminino consolidou-se no Brasil, fez com que muitos estados promovessem seus próprios campeonatos de futebol, praticado por mulheres. Desde 1983, muitos campeonatos estaduais já vinham sendo disputados em estados como Rio de Janeiro, Ceará, Goiás, Rio Grande do Sul e dentre outros. Campeonato Pernambucano Feminino, é um dos campeonatos estaduais femininos do Brasil que, assim como os demais, sofre com o preconceito, pouco interesse, fraco investimento e devido às peculiaridades históricas, tem uma história relativamente curta dentre os outros estaduais com maior tradição no País. A sociedade, por muitas vezes, discrimina as atletas e por questão cultural, a menina ainda ganha uma boneca ao invés de ganhar uma bola. Neste caso, somente as conquistas e os ídolos poderão levar a modalidade ainda mais longe, fugindo deste “destino” discriminatório. Com a revogação da lei desportiva n° 3.199/1941 que proibia a prática de esportes que “contrariassem a natureza feminina”, entre eles o futebol e o surgimento de várias competições desde os aos 1980, a Federação Pernambucana de Futebol (FPF-PE) passou a enxergar com bons olhos a disseminação do futebol feminino no país.
Imediatamente após a lei ser revogada, várias equipes e ligas foram sendo criadas pelo Brasil, dentre elas a equipe carioca do Radar, que a partir de 1982 conquistou diversos títulos nacionais e internacionais. Em São Paulo, o SAAD, surgiu com força máxima, dando um toque especial de rivalidade no esporte.
Com a grande popularização da modalidade no país, a Federação Pernambucana de Futebol via uma oportunidade de popularizar o futebol no estado. Com o intuito de criar uma competição voltada para o futebol feminino, a FPF organiza seu 1° campeonato estadual no ano de 1999 tendo o Sport Club do Recife como seu primeiro campeão do certame. Já no ano seguinte com o sucesso da edição anterior, foi organizado o segundo campeonato de futebol feminino, sendo vencido novamente pelo Sport e tendo o Náutico, o segundo vice-campeão do certame.

### O hiato de quatro anos, retomada e dias atuais
Apesar do burburinho da competição nos últimos dois anos, a FPF-PE começou a enfrentar problemas para continuar a organizar a competição. A falta de incentivo, investimento e interesse, culminou no adiamento da competição. Em vários momentos a federação tentou reorganizar a competição, fechando parcerias com prefeituras municipais e com os próprios clubes, principalmente com os grandes da capital. Novas tensões surgiram no futebol pernambucano, tendo em vista a dificuldade dos clubes de menores expressões de manterem tanto elencos masculinos, quanto femininos. Sendo que muitos achavam pouco viável manter um elenco com uma folha salarial, com um calendário com poucos jogos e poucos torneios estaduais e nacionais. O futebol feminino tanto nos estados quanto no país, sempre tiveram a sombra do futebol masculino, que era mais consolidado e com mais investimento.
Com o incentivo e reformulação em seu novo estatuto e regulamento, a CONMEBOL estabeleceu em 2018 a exigência dos clubes interessados em disputar suas competições masculinas tenham investimentos em torneios femininos. Essa regra passou a valer já em 2019. Dessa forma, clubes que possam disputar as competições organizadas pela entidade, só confirmarão sua vaga nos torneios se tiverem times femininos disputando campeonatos. A CBF também trabalha nesse sentido. Em 2017, criou o licenciamento dos clubes para a disputa de suas competições oficiais. Nessas regras, tornou obrigatório que cada clube que vá disputar o Brasileirão da Série A de 2019 seja obrigado a participar de competições femininas. Desde então, com o incentivo da Confederação Brasileira de Futebol, o futebol feminino pernambucano vem buscando seu espaço em âmbito nacional, tendo o Vitória das Tabocas, seu representante com maior participação em competições nacionais como a Copa do Brasil de Futebol Feminino e atualmente na primeira divisão do Campeonato Brasileiro de Futebol Feminino. O Vitória é um dos maiores campeões do estado de Pernambuco, conquistando o certame de forma invicta duas vezes de 2015 a 2016 e um heptacampeonato consecutivo, mas em 2017, as leoas do Sport impediram o Octacampeonato e no ano seguinte elas conquistam seu primeiro campeonato invicto e seu segundo bicampeonato.

### Reformulação do futebol nacional feminino em 2022-23
Com nova reformulação do futebol nacional feminino, em 18 de maio de 2021, a Confederação Brasileira de Futebol (CBF) anunciou a criação da competição. Afim de desenvolver e valorizar ainda mais o futebol profissional feminino e com o desnivelamento na primeira fase da Série A2, foi uma medida tomada pela entidade máxima do futebol brasileiro, de tirar todas as equipes que não brigaram pelo título da competição e uma possível promoção a divisão superior, de uma "Zona de conforto". Já que sabem que têm cinco jogos garantidos e uma premiação para cumprir essa tabela.
Dessa forma, a partir de 2022, será disputada uma nova divisão nacional, o Campeonato Brasileiro Feminino - Série A3. No seu primeiro ano de existência, a competição contara com 32 equipes/associações com elenco feminino. Participarão da competição, os representante das 27 unidades federativas do pais (número de vagas definidas pela CBF, para cada campeonato estadual), os 4 melhores no Ranking da CBF (Masculino) que não estiverem já na Série A1 ou Série A2 e um clube da melhor federação do Ranking da CBF (Feminino). Já no ano de 2023, o critério de participação da série A3 será igual ao que acontece na ultima divisão do campeonato brasileiro - masculino. Será um representante de cada um dos 27 estados, os 4 rebaixados da Série A2 do ano anterior e um clube da melhor federação do Ranking da CBF (Feminino).

## Formato da competição
Assim como a Série A2 do Campeonato Pernambucano masculino, o estadual feminino não possui um número fixo de clubes participante, além de ser a única divisão estadual. Durante o decorrer da meia temporada (geralmente ocorria de março, mês internacional da mulher, à junho e atualmente de setembro a dezembro), cada clube joga duas fases contra outros clubes (em um sistema misto de pontos corridos — 1ª Fase Classificatória e mata-mata — 2ª Fase Eliminatória), com o mando de campo sempre com a melhor campanha. As equipes recebem três pontos por vitória e um por empate. Não são atribuídos pontos para derrotas.
As equipes são classificadas para as fases eliminatórias, pelo total de pontos, depois pelo saldo de gols e, em seguida, pelos gols marcados. Outros critérios como: confronto direto, número de cartões (amarelos e vermelhos) e sorteios, podem serem utilizados para classificações seguintes. Nas fases eliminatórias, em caso de empate entre dois clubes no tempo regulamentar (180 minutos), os critérios de desempate são os seguintes: gol fora e disputa de tiros penais.

### Patrocinadores
Oficialmente, o Pernambucano Feminino não possui um patrocínio próprio, contando apenas patrocínios pontuais e com os masters de todos os campeonatos da FPF-PE (desde a principal masculina, quanto as categorias de base).
- 2022: Betsson (Pernambucano Betsson Feminino)[25][26]
- 2023–2024 (atualmente): Betnacional (Pernambucano Feminino Betnacional)[27][28]

Além do patrocínio em si, o Campeonato Pernambucano Feminino tem outros parceiros oficiais e fornecedores de material esportivo. O fornecedor da bola oficial é a Penalty.

## Transmissão televisiva
Atualmente, o Pernambucano Feminino não possui acordos de transmissão de jogos por televisão aberta, por assinatura ou PPV (Pay-per-view). O estadual feminino e os campeonatos de base e como alguns jogos do estadual masculino, são de exclusividade de transmissão via streaming na TV FPF-PE, canal da federação no YouTube.

## Campeões
| Edição    | Ano       | Campeão                      | Vice-campeão             | Terceiro colocado        | Quarto colocado          |
| --------- | --------- | ---------------------------- | ------------------------ | ------------------------ | ------------------------ |
| 1ª        | 1999      | Sport (1)                    | Santa Cruz               | Não informado            | Não informado            |
| 2ª        | 2000      | Sport (2)                    | Náutico                  | Não informado            | Não informado            |
| 2001 - 04 | 2001 - 04 | Campeonato não realizado     | Campeonato não realizado | Campeonato não realizado | Campeonato não realizado |
| 3ª        | 2005      | Náutico (1)                  | Sport                    | Barreirense FC           | Geraldão                 |
| 4ª        | 2006      | Náutico (2)                  | Barreirense FC           | Não informado            | Não informado            |
| 5ª        | 2007      | Sport (3)                    | Náutico                  | Não informado            | Não informado            |
| 6ª        | 2008      | Sport (4)                    | Barreirense FC           | Náutico                  | Constelação              |
| 7ª        | 2009      | Sport (5)                    | Náutico                  | Constelação              | Barreirense FC           |
| 8ª        | 2010      | Vitória das Tabocas (1)      | Sport                    | Barreirense FC           | Constelação              |
| 9ª        | 2011      | Vitória das Tabocas(INV) (2) | Sport                    | Barreirense FC           | Real                     |
| 10ª       | 2012      | Vitória das Tabocas (3)      | Sport                    | Central                  | Igarassu Real            |
| 11ª       | 2013      | Vitória das Tabocas (4)      | Sport                    | Central                  | Pernambuco FC            |
| 12ª       | 2014      | Vitória das Tabocas (5)      | Sport                    | América-PE               | Náutico                  |
| 13ª       | 2015      | Vitória das Tabocas(INV) (6) | Náutico                  | Revelação                | América-PE               |
| 14ª       | 2016      | Vitória das Tabocas(INV) (7) | Joias Raras              | Náutico                  | Santa Cruz               |
| 15ª       | 2017      | Sport (6)                    | Vitória das Tabocas      | Náutico                  | Porto-PE                 |
| 16ª       | 2018      | Sport(INV) (7)               | Náutico                  | Ipojuca                  | Centro Limoeirense       |
| 17ª       | 2019      | Vitória das Tabocas (8)      | Sport                    | Náutico                  | Íbis                     |
| 18ª       | 2020      | Náutico (3)                  | Sport                    | Ferroviário-PE           | Íbis                     |
| 19ª       | 2021      | Náutico (4)                  | Sport                    | Íbis                     | Ferroviário do Cabo      |
| 20ª       | 2022      | Sport(INV) (8)               | Náutico                  | Íbis                     | Ferroviário do Cabo      |
| 21ª       | 2023      | Sport(INV) (9)               | Náutico                  | Íbis                     | Porto-PE                 |
| 22ª       | 2024      | Sport(INV) (10)              | Ipojuca                  | Náutico                  | Porto-PE                 |
| 23ª       | 2025      | A definir                    | A definir                | A definir                | A definir                |

A primeira edição do Pernambucano Feminino definiu o Sport como o primeiro clube a ser intitulado campeão pernambucano. No período de dez anos de existência e sete edições, notou-se um certo domínio de clubes de Recife, que além de ter dois campeões diferentes, tinha a hegemonia do Sport, como maior campeão com cinco conquistas.
Desde 2010 até 2016, o Vitória das Tabocas desbancou a hegemonia da capital seno o primeiro clube do interior a ganhar o estadual. O clube foi o primeiro clube do interior a ser o maior campeão estadual com sete conquistas, dentre elas três foram conquistadas de forma invicta, se consolidando como uma das maiores forças do futebol feminino pernambucano.

### Por clube
| Clube                                     | Campeão | Anos do Títulos                                               | Vice | Anos dos Vices                                        |
| ----------------------------------------- | ------- | ------------------------------------------------------------- | ---- | ----------------------------------------------------- |
| Sport (Recife)                            | 10      | 1999, 2000, 2007, 2008, 2009, 2017, 2018 , 2022 , 2023 e 2024 | 9    | 2005, 2010, 2011, 2012, 2013, 2014, 2019, 2020 e 2021 |
| Vitória das Tabocas (Vitória de S. Antão) | 8       | 2010, 2011, 2012, 2013, 2014, 2015, 2016 e 2019               | 1    | 2017                                                  |
| Náutico (Recife)                          | 4       | 2005, 2006, 2020 e 2021                                       | 7    | 2000, 2007, 2009, 2015, 2018, 2022, 2023              |
| Barreirense (Camaragibe)                  | 0       |                                                               | 2    | 2006 e 2008                                           |
| Santa Cruz (Recife)                       | 0       |                                                               | 1    | 1999                                                  |
| Joias Raras (Recife)                      | 0       |                                                               | 1    | 2016                                                  |
| Ipojuca (Ipojuca)                         | 0       |                                                               | 1    | 2024                                                  |

  Campeão invicto. 

### Por cidade
| Cidade              | Títulos | Equipes                  |
| ------------------- | ------- | ------------------------ |
| Recife              | 14      | Sport (10) e Náutico (4) |
| Vitória de S. Antão | 8       | Vitória (8)              |

## Estádios

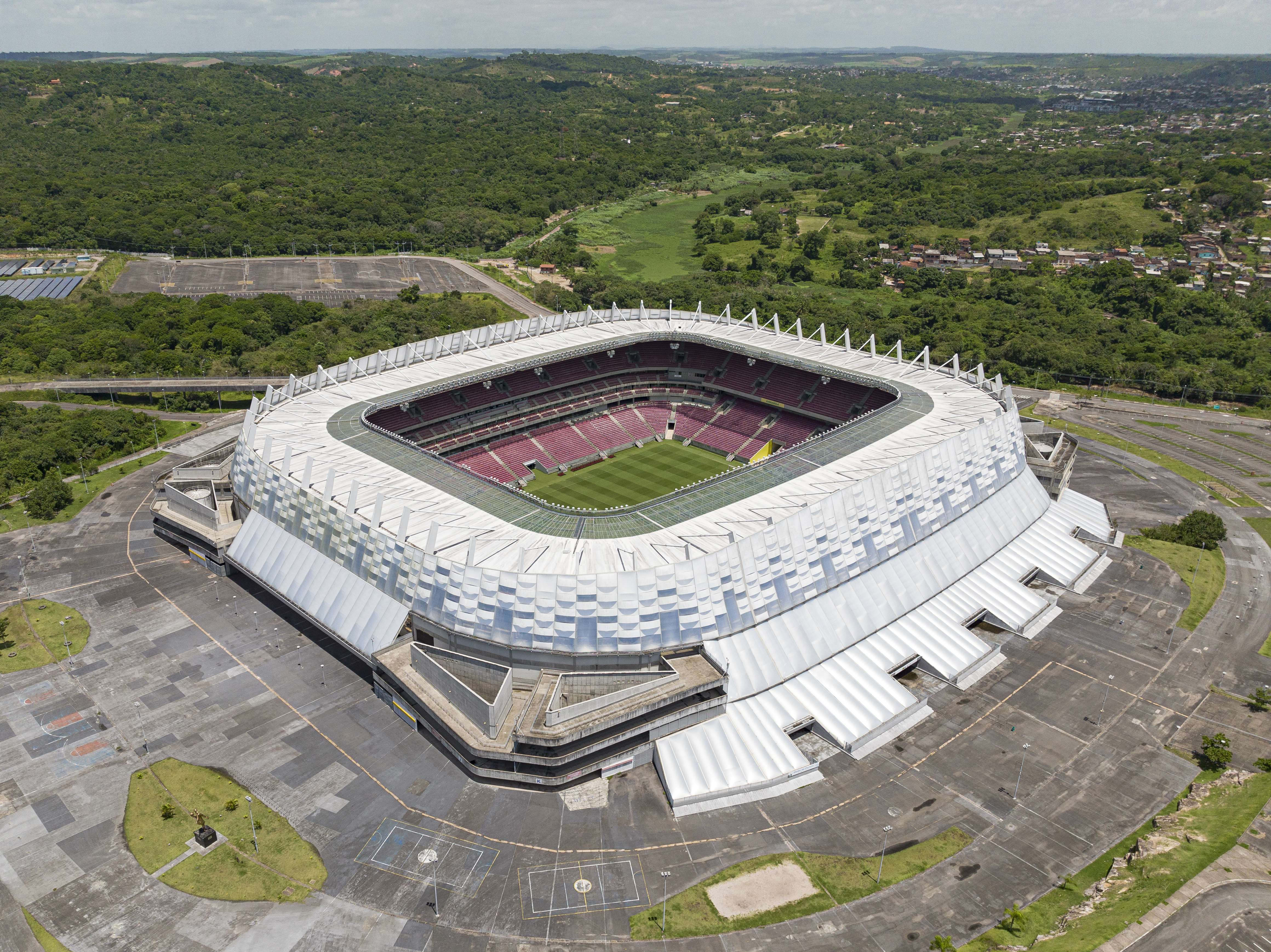
A Arena de Pernambuco é um dos maiores estádio do Pernambucano.

Em 2016, o Ministério do Esporte lançou um sistema que avalia os estádios de futebol no Brasil, o Sisbrace. O critério de avaliação se baseia com uma nota que varia de uma bola até cinco bolas, sendo uma a pior nota. Alguns clubes preferem jogarem em seus Centros de treinamento — (CTs), já em algumas partidas há conflito de datas com jogos com o masculino ou eventos no clube.
Em alguns casos, há restrições em que o estádio não possui laudos que aprovem o estádio a receber publico. Outros casos, o clube não possui publico que queiram acompanhar os jogos ou no caso de haver, foi punido pele federação a disputar jogos de portões fechados. No caso de não haver publico, é algo que reflete na importância do futebol feminino, onde a própria torcida prefere ver seu clube em competições masculinas de topo, do que um campeonato estadual.

## Jogadoras

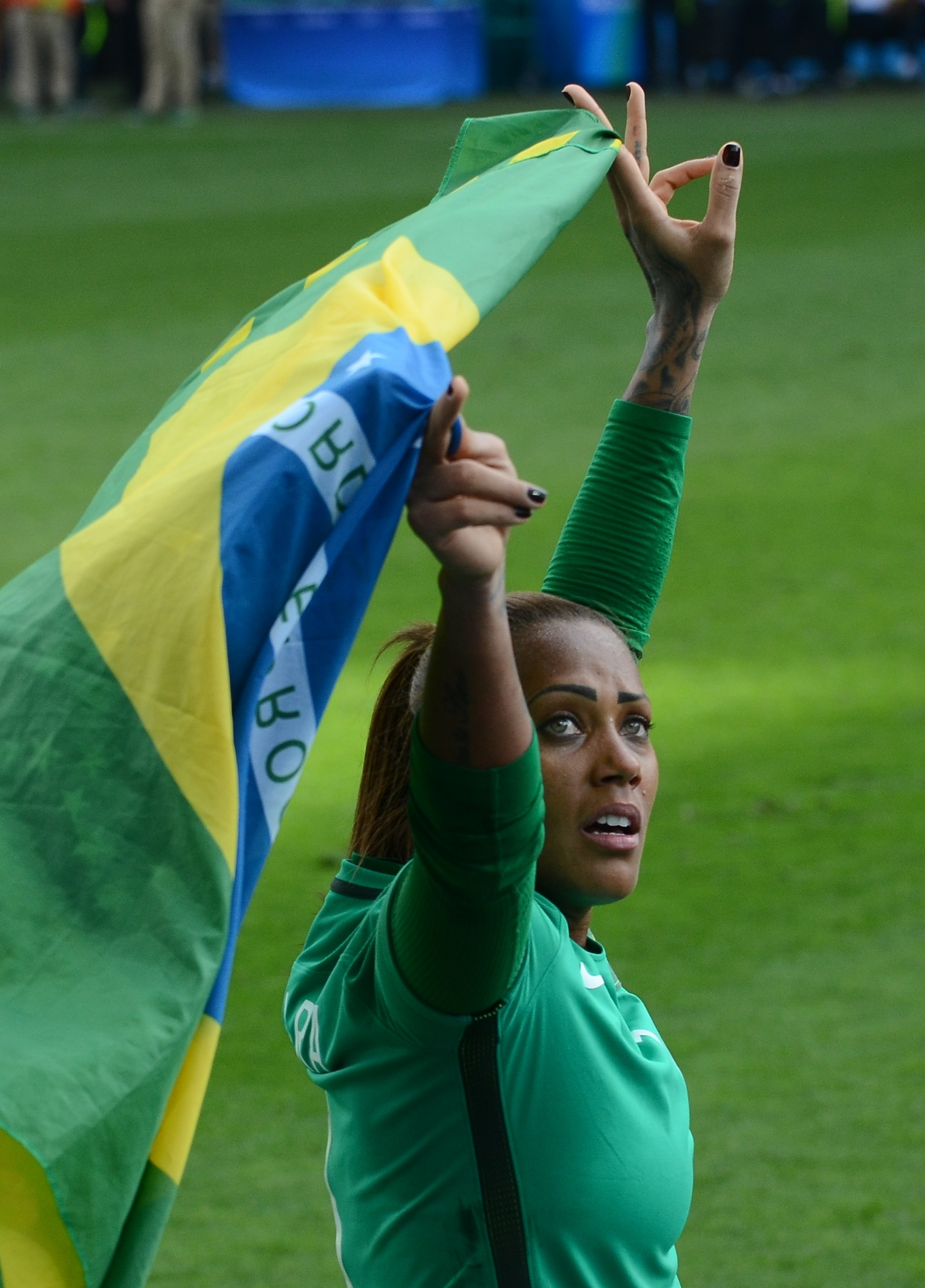
Bárbara Micheline goleira seleção brasileira e ex-goleira do Sport Club do Recife.

De 1999 até os dias atuais, muitas mulheres se destacaram no futebol pernambucano feminino. Sendo que varias delas, já atuaram em grandes clubes do Brasil e do mundo, quanto na Seleção Brasileira de Futebol Feminino.
Muitos clubes de futebol de Pernambuco, já revelaram grande jogadoras como: Bárbara Micheline — (Sport), goleira da seleção olímpica e medalha de prata em 2008, Duda Francelino — (Vitória das Tabocas), meia do Flamengo e da seleção olímpica de 2020. Apesar das dificuldades, preconceito, falta de interesse e de investimentos, grandes jogadoras foram formadas nos clubes pernambucanos, para representarem a seleção nacional em Copas e Jogos Olímpicos. Apesar dessas jogadoras fazerem história Pernambuco a fora, nada é mais irrelevante que a jogadora do Sport Recife, Josenir Martins da Silva, conhecida como "Jô". A jogadora leonina entrou para a história da competição pois, em determinado ponto da partida, a atacante do Sport aproveita falha de uma defensora do Santa Cruz e avança em direção à meta adversária. Em um único toque na bola, deixa a goleira para trás, marcando um gol antológico. Jô tinha o gol inteiro à sua disposição, podia entrar com bola e tudo. Mas com a maior tranquilidade, parou em cima da linha, esperou cruelmente a chegada da zagueira e empurra a bola com o bumbum, marcando um histórico gol que valeu o título para a equipe rubro negra e os holofotes, mesmo que temporários, em rede nacional.

### Artilharia
Atualmente, Ana Caroline Martins Rodrigues (mais conhecida como Carol Rodrigues ou Carol Baiana), detém o recorde de maior número de gols no Pernambucano Feminino. A ex-Vitória-PE e atual atacante do clube paulista Palmeiras, balançou as redes 35 vezes em todas as edições. A segunda maior goleadora do campeonato, é Juliana com 22 tentos na competição, seguida por Layza Brum e a catarinense Ketlen Wiggers (ex-Vitória e atualmente joga pelo Santos), ambas com 19 gols marcados e empatadas na terceira posição de maiores artilheiras.
| Ano  | Artilheira      | Clube               | N° gols       |
| ---- | --------------- | ------------------- | ------------- |
| 2010 | Lili            | Vitória das Tabocas | 18            |
| 2011 | Jacira          | Sport               | 14            |
| 2012 | Ketlen          | Vitória das Tabocas | 19            |
| 2013 | Carol Baiana    | Vitória das Tabocas | 35            |
| 2014 | não informado   | não informado       | não informado |
| 2015 | Alice           | Náutico             | 13            |
| 2016 | Juliana         | Vitória das Tabocas | 12            |
| 2017 | Juliana Poliana | Vitória das Tabocas | 10            |
| 2018 | Otti            | Sport               | 13            |
| 2019 | Esterphany      | Sport               | 8             |
| 2020 | Nadine          | Náutico             | 15            |
| 2021 | Layza           | Sport               | 9             |
| 2022 | Layza           | Sport               | 10            |
| 2023 | Isis            | Sport               | 17            |
| 2024 | Isis            | Sport               | 22            |

| Nº                                                                               | Jogadora     | Posição       | Gols | Clube               |
| 1                                                                                | Isis         | Atacante      | 39   | Sport               |
| 2                                                                                | Carol Baiana | Atacante      | 35   | Vitória das Tabocas |
| 3                                                                                | Juliana      | Não informado | 22   | Vitória das Tabocas |
| 4                                                                                | Ketlen       | Atacante      | 19   | Vitória das Tabocas |
| 4                                                                                | Layza        | Não informado | 19   | Sport               |
| 6                                                                                | Lili         | Não informado | 18   | Vitória das Tabocas |
| 7                                                                                | Nadine       | Não informado | 15   | Náutico             |
| 8                                                                                | Jacira       | Não informado | 14   | Sport               |
| 9                                                                                | Alice        | Não informado | 13   | Náutico             |
| 9                                                                                | Otti         | Não informado | 13   | Sport               |
| 11                                                                               | Poliana      | Não informado | 10   | Vitória das Tabocas |
| Em negrito, jogadores que continuam atuando no Campeonato Pernambucano Feminino. |              |               |      |                     |

## Estatísticas

### Maiores goleadas
Em construção.
| Maiores goleadas do Campeonato Pernambucano Feminino | Maiores goleadas do Campeonato Pernambucano Feminino | Maiores goleadas do Campeonato Pernambucano Feminino | Maiores goleadas do Campeonato Pernambucano Feminino | Maiores goleadas do Campeonato Pernambucano Feminino | Maiores goleadas do Campeonato Pernambucano Feminino |
| Nº                                                   | Edição                                               | Mandante                                             | Placar                                               | Visitante                                            | Data                                                 |
| ---------------------------------------------------- | ---------------------------------------------------- | ---------------------------------------------------- | ---------------------------------------------------- | ---------------------------------------------------- | ---------------------------------------------------- |
| 1                                                    | 2022                                                 | Ferroviário do Cabo                                  | 0–25                                                 | Náutico                                              | 29 de outubro                                        |
| 2                                                    | 2017                                                 | Sport                                                | 22–0                                                 | Flamengo de Arcoverde                                | 25 de junho                                          |
| 3                                                    | 2016                                                 | Vitória das Tabocas                                  | 17–0                                                 | Barreirense                                          | 27 de março                                          |
| 4                                                    | 2013                                                 | Vera Cruz                                            | 15–0                                                 | Vitória das Tabocas                                  | —                                                    |
| 5                                                    | 2017                                                 | Sport                                                | 14–0                                                 | Porto-PE                                             | 25 de junho                                          |